# Mariam Goni
Mariam Goni, née en 1972 dans la région de l'Extrême-Nord du Cameroun dans le département du Logone et Chari est une femme politique camerounaise et une député de la Xe législature camerounais.

## Biographie

### Enfance, éducation et débuts
Née dans la région de l'Extrême-Nord dans le département du Logone et Chari, l'honorable Mariam Goni provient d'une famille engagée dans la politique et la communauté locale . Elles fait ses études  dans des établissements locaux avant de se spécialiser dans les sciences politiques et administratives. Elle a obtenu des diplômes en gestion publique et en développement communautaire.

### Carrière politique
Mariam Goni commence sa carrière en politique au sein du partie de RDPC un engagement qui marque le début de son parcours dans le monde politique. Grâce à sa détermination et sons sens du leadership, elle obtient les postes de députée du Rassemblement Démocratique du Peuple Camerounais pour la circonscription du logone et Charie. Elle est réélue plusieurs fois en raison de son dévouement et de son engagements en vers sa communauté. Elle est dans des initiatives visant à promouvoir la paix et la sécurité dans sa région. En juilet 2021, elle a accueilli plus de 30 leaders lors de la convention nationale des femmes pour la paix organisée par la Fondation Friedrich Ebert à Yaoundé. Elle a joué un rôle-clé dans la mobilisation des femmes pour la paix dans la région. Elle a travaillé en étroite collaboration avec le Ministère de la Santé Publique pour sensibiliser les jeunes à l'importance de la santé et la prévention des maladies. Elle a également été impliqué dans le Réseau des Parlementaires pour la promotion de la Jeunesse et de l'Enfance (REJE).